# Thác Dray Kpơr

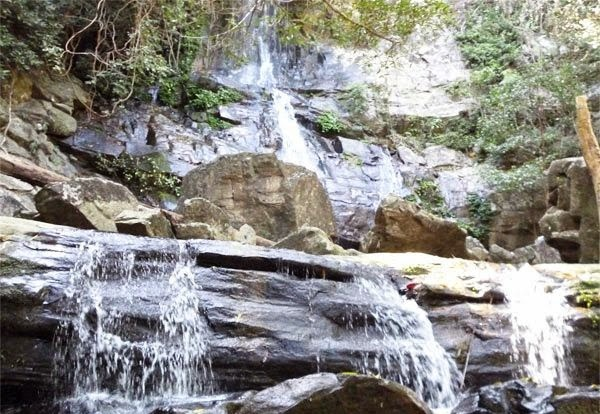
Thác Dray Kpơr

Thác Dray Kpơr  là một dòng thác đẹp ở Tây Nguyên. Ngày 15 tháng 2 năm 2004, Thác Dray Kpơr trở thành di tích danh thắng thứ 11 của tỉnh Đắk Lắk được công nhận là di tích danh lam thắng cảnh cấp quốc gia theo quyết định số 105/2004 QĐ-BVHTT của Bộ VHTT 

## Tên gọi
Theo tiếng của người dân tộc Ê Đê, Dray có nghĩa là thác, Kpơr là linh hồn. Thác Dray Kpơr được hiểu là "hồn thiêng". Vì thế từ lâu Drai Kpơr đã gắn bó mật thiết với đời sống tinh thần của người Ê Đê Drao vùng Cư Yang trong sự tôn kính đặc biệt. Theo tín ngưỡng thì đó chính là nơi Yàng (Thần) ngự để ban phát, che chở cuộc sống ấm no.

## Vị trí địa lý
Cách trung tâm thành phố Buôn Ma Thuột khoảng 100 km về hướng Đông và cách trung tâm huyện lỵ Ea Kar khoảng 33 km, về hướng Tây xuôi theo đường quốc lộ 26 về phía các tỉnh duyên hải miền Trung. Dray Kpơr thuộc địa bàn buôn Trưng (tiếng Ê Đê gọi M'Trưng), xã Cư Bông, huyện Ea Kar, tỉnh Đắk Lắk.

## Khái quát chung

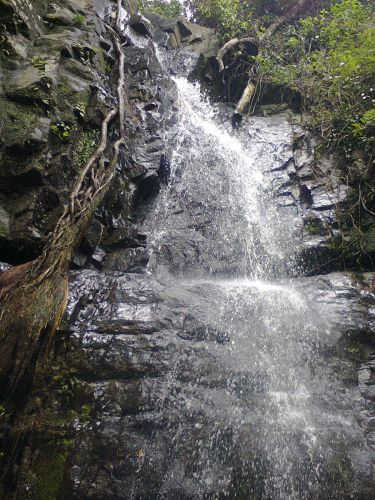
250

Thác Dray Kpơr được bắt nguồn từ dãy Cư Yang (Núi Thần) cao 769m, dòng Dray Kpơr là sự hợp lưu giữa dòng chảy Ea Kpăm và suối Ea Kpơr phát nguyên từ dãy Čư Kdroah có độ cao khoảng 700 m, trải dài hơn 100 m, vươn rộng khoảng 50 m, từ đây mạch nước len lỏi qua khe đá rồi từ độ cao 550m đột ngột đổ ào xuống xuống một thung lũng nhỏ thuộc Buôn Trưng, mạch nước rơi xuống vỡ tan tạo ra thác nước cao đến 30 m sau đó hòa chung cùng dòng sông Krông Pác.
Thác là sự nối tiếp của 4 ngọn thác, mỗi ngọn thác có một vẻ riêng. Bao quanh là những cánh rừng nguyên sinh với nhiều hệ động thực vật phong phú. Cách thác 500m là căn cứ cách mạng buôn Trưng từ 1960 đến năm 1975, nơi ghi dấu những kỳ tích cách mạng thời kỳ kháng chiến chống Mỹ.

## Huyền thoại Dray Kpơr
Chuyện kể rằng: Vào những năm 60 của thế kỷ trước, Mỹ - Diệm chủ trương thực hiện hơn nữa những chiến lược chiến tranh đối với miền Nam Việt Nam. Chính vì vậy khi đạo luật 10-59 được ban hành. Ấp chiến lược tiến hành trên toàn lãnh thổ, kể từ bên này vĩ tuyến 17. Tây Nguyên cũng không nằm ngoài chiến dịch ấy. Và buôn Trưng là một trong những nơi mà ý đồ "chiến thuật" mị dân dùng người Thượng làm lực lượng nòng cốt (lực lượng Furô) để triệt tiêu cộng sản nằm vùng được sử dụng triệt để.
Căn cứ cách mạng Dray Kpơr ra đời giữa khói lửa chiến tranh. Cùng lúc đó một đơn vị bộ đội giải phóng cũng ra đời (lấy mật danh H1) và đóng quân ngay dưới chân thác Dray Kpơr. Khi phát hiện ra căn cứ này, Mỹ - Ngụy liên tiếp tiến hành những cuộc khủng bố trắng, buôn Trưng liên tiếp phải gánh những quả bom từ trên trời rơi xuống.

## Đặc điểm thác Dray Kpơr

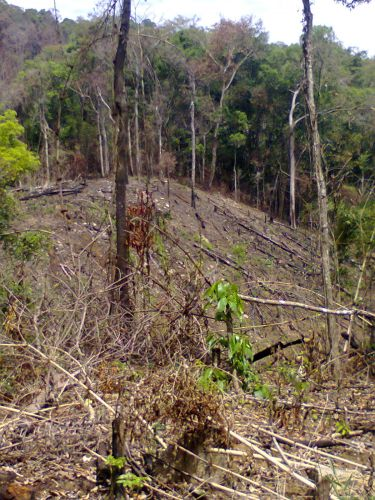
Rừng bảo vệ thác bị tàn phá

Thác Dray Kpơr là một trong năm con thác của Tây Nguyên được công nhận là danh thắng cấp quốc gia.
Dray Kpơr nằm khuất sâu giữa núi rừng xa mờ nhưng không vì thế mà danh thắng này trở nên nhỏ bé, lu mờ giữa thiên nhiên nơi đây. Ngược lại, mặc dù bao phủ xung quanh là rừng già nhưng với địa hình núi cao, điều này lại trở thành một lợi thế đối với con thác này, giữa nơi rừng núi hoang vu nổi lên một ngọn thác cũng chính là thể hiện niềm hy vọng về sự sống, niềm tin và sự tín ngưỡng đối với Yàng của người dân nơi đây.
Nằm trong biên độ của dãy nam Trường Sơn cộng với việc tiếp giáp với tỉnh Lâm Đồng nên khí hậu nơi đây tương đối lý tưởng cùng với thảm thực vật nhiệt đới đã tạo cho nơi đây một khí hậu vô cùng tốt.

## Ý nghĩa chiến lược
Thác Dray Kpơr là nguồn cung cấp nước chính cho người dân nơi đây, có ý nghĩa to lớn trong việc tạo ra nguồn sống cho người dân, đảm bảo nguồn nước cung ứng cho nông nghiệp, bảo vệ rừng đầu nguồn, môi trường, cảnh quan trong khu vực. Góp một tế bào làm phong phú thêm cho kỳ quan ở Tây Nguyên.

## Vấn đề xây dựng và bảo vệ thác
Thác Dray Kpơr hiện đang nằm trong số những di tích bị xâm hại nghiêm trọng. Trong đó vấn đề quy hoạch xây dựng các công trình phục vụ cho nhiều mục đích khác như lâm nghiệp, điện năng, du lịch... là thách thức không nhỏ đối với di tích trên. Do sự xuất hiện của các doanh nghiệp đầu tư, kinh doanh du lịch nên từ vài năm nay, di tích này đã bị lấn chiếm, xây dựng không đúng với quy hoạch trước đây. Điều đó làm ảnh hưởng đến dòng chảy của ngọn thác, việc "chia năm xẻ bảy" cảnh quan, đất rừng trong khu vực dịch vụ, hỗ trợ di tích của người dân và doanh nghiệp làm du lịch cũng làm cho toàn cục của danh thắng được xác định và khoanh vùng bảo vệ trước đây bị suy giảm, thu hẹp. Phần khác, cũng do những tác động tiêu cực từ bên ngoài: người dân chặt phá rừng làm rẫy, khai thác gỗ ngày càng ồ ạt và phức tạp trong khu vực di tích... ảnh hưởng không nhỏ đến cảnh quan nơi đây.